# Јеванђелисти
Јеванђелисти  (грч. εύαγγελιστής – „носиоци добрих вести“) су апостоли, аутори четири канонска Јеванђеља – апостол Матеј, апостол Марко, апостол Лука и Јован Богослов.
| Јеванђелист    | Символ              | Јеванђеље           | Делатност |
| -------------- | ------------------- | ------------------- | --- |
| Апостол Матеј  | Анђео Светог Матеја | Јеванђеље по Матеју | Био је цариник. Проповедао је Јеванђеље у Етиопији, где је мученички пострадао око 60. године (Према другим изворима, био је погубљен у Малу Азију град Хиераполис).                                                              |
| Апостол Марко  | Лав Светога марка   | Јеванђеље по Марку  | Рођак апостола Варнаве, ученик апостола апостола Петра. Верује се да је оснивач цркве у Александрији и њен први епископ. Мученички је пострадао 68. године.                                                                       |
| Апостол Лука   | Теле Светога Луке   | Јеванђеље по Луки   | Доктор, сарадник апостола Павла. Поред јеванђеља је аутор Дела апостолских. Мученичком смрћу је страдао у грчком граду Теби. |
| Јован Богослов | Орао Светог Јована  | Јеванђеље по Јовану | Млађи брат апостола Јакова, рибар кога је Исус Христ позвао да пође с њим. Такође је написао Откривење Јованово и три посланице Јованове које су укључене у Нови завет. Једини апостол који су умро природном смрћу и није мучен. |

У прошлости, под овим појмом су називани сви проповедници Јеванђеља и хришћанства. Међу протестантима коришћење термина је очуван. У древној хришћанској цркви је постојао посебан степен или положај јеванђелиста који су били позвани да проповедају Јеванђеље међу Јеврејима и незнабошцима.